# Liste der Kulturdenkmäler in Großniedesheim
In der Liste der Kulturdenkmäler in Großniedesheim sind alle Kulturdenkmäler der rheinland-pfälzischen Ortsgemeinde Großniedesheim aufgeführt. Grundlage ist die Denkmalliste des Landes Rheinland-Pfalz (Stand: 18. Juli 2022).

## Einzeldenkmäler
| Bezeichnung                 | Lage                            | Baujahr                            | Beschreibung | Bild                           |
| --------------------------- | ------------------------------- | ---------------------------------- | --- | ------------------------------ |
| Protestantischer Pfarrhof   | Beindesheimer Straße 3 Lage     | 1753                               | eingeschossiger barocker Krüppelwalmdachbau, 1753, Architekt Pfanner, Ausbau um 1860; Wappenstein bezeichnet 1925; barocke Bruchsteinscheune, teilweise Fachwerk                                                                                               | Fotos hochladen                |
| Wohnhaus                    | Hauptstraße 2 Lage              | um 1880                            | eineinhalbgeschossiges Wohnhaus, um 1880; straßenbildprägend | Fotos hochladen                |
| Hofanlage                   | Hauptstraße 6 Lage              | 1726                               | Hofanlage; Wohnhaus bezeichnet 1726, 1842 modernisiert, Keller eventuell aus dem 16. oder 17. Jahrhundert; Scheune wohl aus dem frühen 19. Jahrhundert, Stall und Wirtschaftsgebäude bezeichnet 1799; Sandsteinpfeiler der barocken Toranlage                  | Fotos hochladen                |
| Wohnhaus                    | Hauptstraße 8 Lage              | zweite Hälfte des 18. Jahrhunderts | eingeschossiges Wohnhaus mit Krüppelwalmdach, zweite Hälfte des 18. Jahrhunderts; Torfahrt | Fotos hochladen                |
| Wohnhaus                    | Hauptstraße 10 Lage             | 1792                               | spätbarockes Wohnhaus mit Krüppelwalmdach, bezeichnet 1792 | Fotos hochladen                |
| Rat- und Schulhaus          | Hauptstraße 11/13 Lage          | nach 1825                          | ehemaliges Rathaus (Nr. 11) und ehemaliges Schulhaus (Nr. 13), klassizistische Anlage, kurz nach 1825, Nr. 13 im Kern aus dem 18. Jahrhundert; eingeschossige Krüppelwalmdachbauten, Dreiecksgiebel mit Fußwalmen; außergewöhnliche Toranlage                  | Fotos hochladen                |
| Wohnhaus                    | Hauptstraße 12 Lage             | 1860/70                            | traufständiges Hofhaus, Putzbau mit Satteldach, 1860/70 | Fotos hochladen                |
| Wohnhaus                    | Hauptstraße 14 Lage             | 1780                               | sandsteingegliedertes Wohnhaus, bezeichnet 1780; Torfahrt | Fotos hochladen                |
| Protestantische Pfarrkirche | Hauptstraße 19 Lage             | ab dem 11. Jahrhundert             | Saalbau, 1753, Architekten Pfanner und Burger, Worms; Chorflankenturm und Schiff teilweise aus dem ersten Drittel des 12. Jahrhunderts, im Kern wohl aus der Mitte des 11. Jahrhunderts, Glockengeschoss und Helm von 1753; romanischer Chor gotisch erweitert | weitere Bilder Fotos hochladen |
| Kriegerdenkmal              | Hauptstraße, vor Nr. 19 Lage    | 1927/28                            | Kriegerdenkmal 1914/18, reliefierte Muschelkalkstele, 1927/28 | Fotos hochladen                |
| Spolie                      | Hauptstraße, an Nr. 24 Lage     | 1733                               | Wappenstein, bezeichnet 1733 | Fotos hochladen                |
| Wohnhaus                    | Hauptstraße 34 Lage             | 1833                               | klassizistisches Wohnhaus, bezeichnet 1833; Toranlage | Fotos hochladen                |
| Wohnhaus                    | Hauptstraße 46 Lage             | um 1870/80                         | zweieinhalbgeschossiges spätklassizistisches Wohnhaus, um 1870/80 | Fotos hochladen                |
| Wasserturm                  | Heppenheimer Straße Lage        | 1929                               | 46 m hoher, in Gleitschalung betonierter Wasserturm, 1929 | weitere Bilder Fotos hochladen |
| Hofanlage                   | Kleinniedesheimer Straße 7 Lage | um 1880                            | Hofanlage, traufständiger Putzbau, Wirtschaftsgebäude zum Teil verändert, um 1880 | Fotos hochladen                |